# Jasmin Ballach
Jasmin Ballach (* 26. November 1996 in Böblingen) ist eine deutsche Fußballspielerin.

## Karriere
Ballach begann ihre Karriere in den Nachwuchsmannschaften der SV Böblingen. Im Sommer 2011 verließ sie ihren Jugendverein und wechselte in die Nachwuchsmannschaft des VfL Sindelfingen. Sie gab anschließend am 15. August 2013 ihr Debüt für die zweite Mannschaft des VfL Sindelfingen in der Regionalliga Süd gegen den TSV Schwaben Augsburg. Nach fünf Regionalligaspielen für die zweite Mannschaft des VfL Sindelfingen, in denen ihr ein Tor gelang, gab sie am 16. März 2014 (13. Spieltag) bei einer 0:12-Niederlage im Auswärtsspiel gegen den 1. FFC Turbine Potsdam ihr Bundesliga-Debüt für die erste Mannschaft des VfL Sindelfingen. Im Sommer 2015 unterbrach sie ihre Karriere für ein Studium an der Thomas University in die USA, kehrte aber im Herbst 2016 nach Deutschland zum VfL Sindelfingen zurück.